# Horní Bojanovice
Horní Bojanovice – wieś na Morawach, w Czechach, w kraju południowomorawskim. Liczba jego mieszkańców wyniosła 662 osoby.